# Крузейро до Сул (микрорегион)
Микрорегион Крузейру ду Сул е един от микрорегионите на бразилския щат Акри, част от мезорегион Вали ду Журуа. Площта му е 29 187,195 km², заемайки приблизително 20% от площта на щата. Населението му е 128.338 жители.
Разделен е на пет общини, като от тях Крузейру ду Сул е най-населената и същевременно с най-висок БВП в микрорегиона. Граничи с микрорегионите Тарауака на изток и с Журуа (щат Амазонас) на север, както и с Перу на юг и запад. С изключение на Крузейру ду Сул, населението на общините не надвишава 20-те хил. жители. Както в щата, всички общини в микрорегиона имат среден ИЧР, бидейки Крузейру ду Сул общината с най-висок Индекс на човешкото развитие (0,668), и на шесто място в щата, по данни от 2000 г. публикувани от Програмата на ООН за развитие. Според преброяването от 2010, проведено от Бразилския институт по география и статистика, населението на микрорегиона възлиза на 131 396 жители. Микрорегионите Крузейру ду Сул и Тарауака образуват регион познат като Вали ду Журуа, също и Алту Журуа.

## Общини (градове)
| Община             | Площ | Население (2010) | Гъстота на населението | БВП (2008)  | БВП на глава (2005) | ИЧР (2000)   | Коефициент на Джини (2003) |
| ------------------ | ---- | ---------------- | ---------------------- | ----------- | ------------------- | ------------ | -------------------------- |
| Крузейру ду Сул    | 7925 | 78 444           | 9,89                   | 593 629,499 | 7770,83             | 0,668 среден | 0,44                       |
| Мансиу Лима        | 4672 | 15 246           | 3,86                   | 88 211,169  | 6131,31             | 0,642 среден | 0,37                       |
| Марешал Тауматургу | 7744 | 14,200           | 1,83                   | 80 305,894  | 5849,79             | 0,533 среден | 0,32                       |
| Порту Валтер       | 6136 | 9172             | 1,49                   | 51 069,274  | 5964,64             | 0,540 среден | 0,42                       |
| Родригис Алвис     | 3305 | 14 334           | 4,33                   | 87 234,126  | 6700,01             | 0,550 среден | 0,40                       |

## Галерия
- Центърът на Крузейру ду Сул
- Мансиу Лима
- Марешал Тауматургу
- Порту Валтер
- Родригис Алвис